# Haplotaxida
Haplotaxida är en ordning inom klassen gördelmaskar (clitellata). Maskarna förekommer i marina, brackvatten-, sötvatten- och terrestra miljöer. Haplotaxida har två underklasser: Hirudinea och Oligochaeta.
I Finland förekommer tre familjer av haplotaxida: Tubificidae, Naididae och Pristinidae. De tre familjerna innefattar ca 60 arter. 